# Mistrzostwa NCAA Division I w Zapasach w 1981
Mistrzostwa NCAA Division I w zapasach rozgrywane były w Princeton w dniach 12–14 marca 1981 roku. Zawody odbyły się w Jadwin Gymnasium, na terenie Uniwersytetu Princeton.

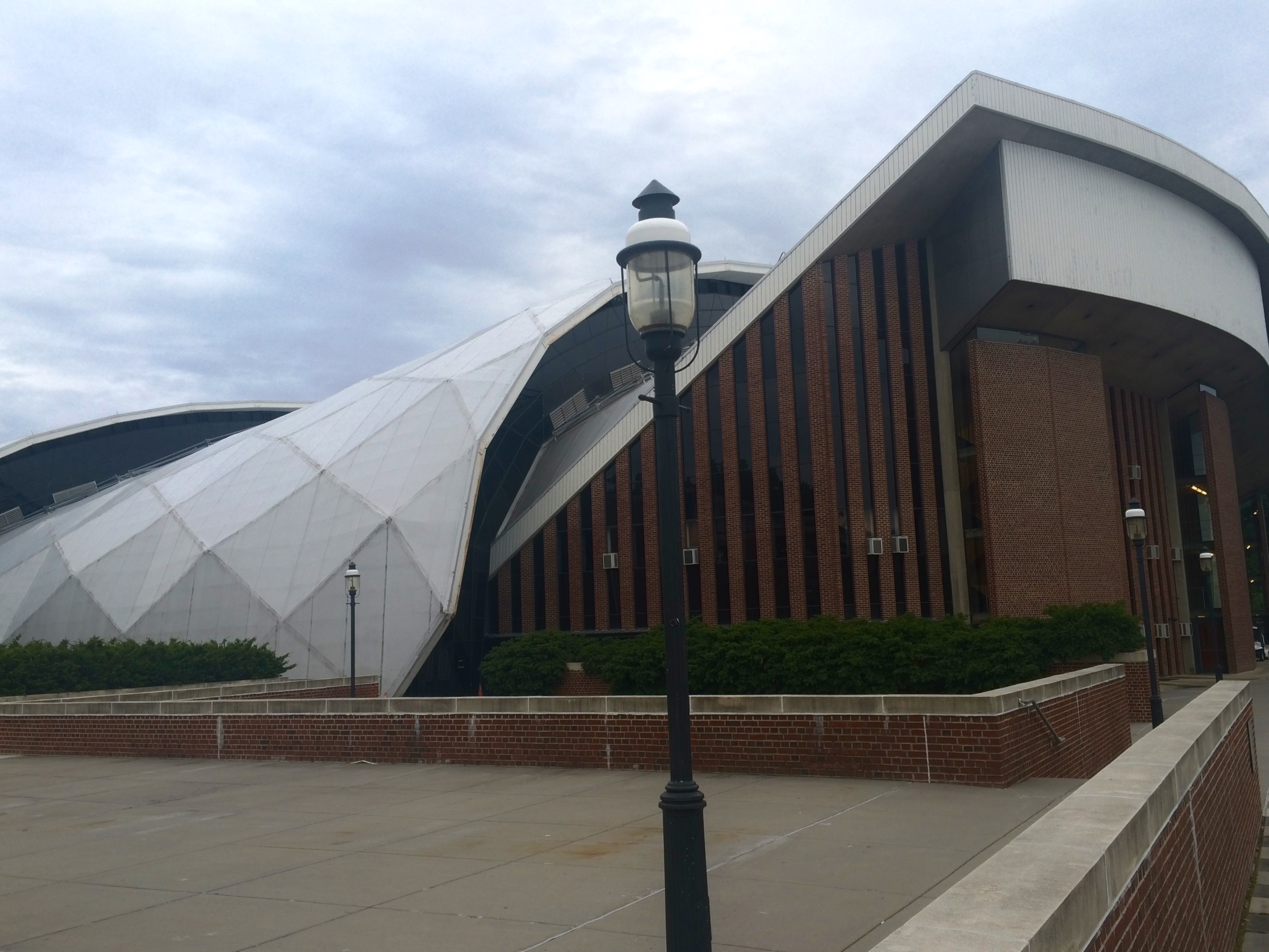
Hala

- Outstanding Wrestler – Gene Mills

## Wyniki

### Drużynowo
| Kolejność | Szkoła                        | Zespół         |
| --------- | ----------------------------- | -------------- |
| 1.        | University of Iowa            | Hawkeyes       |
| 2.        | University of Oklahoma        | Sooners        |
| 3.        | Iowa State University         | Cyclones       |
| 4.        | Oklahoma State University     | Cowboys        |
| 5.        | Lehigh University             | Mountain Hawks |
| 6.        | Pennsylvania State University | Nittany Lions  |
| 7.        | Syracuse University           | Syracuse       |
| 8.        | Central Michigan University   | Chippewas      |

### All American

#### 118 lb
| Lp. | Zawodnik         | Szkoła               |
| --- | ---------------- | -------------------- |
| 1.  | Gene Mills       | Syracuse             |
| 2.  | John Hartupee    | Central Michigan     |
| 3.  | Randy Willingham | Oklahoma State       |
| 4.  | Tom Reed         | SIU Edwardsville     |
| 5.  | Joe McFarland    | Michigan             |
| 6.  | Chris Wentz      | North Carolina State |
| 7.  | Barry Davis      | Iowa                 |
| 8.  | Tony Calderaio   | Slippery Rock        |

#### 126 lb
| Lp. | Zawodnik      | Szkoła                |
| --- | ------------- | --------------------- |
| 1.  | Adam Cuestas  | Cal State Bakersfield |
| 2.  | Dave Cooke    | North Carolina        |
| 3.  | Jerry Kelly   | Oklahoma State        |
| 4.  | Ed Pidgeon    | Hofstra               |
| 5.  | John Iannuzzi | Wisconsin             |
| 6.  | Gary Lefebvre | Minnesota             |
| 7.  | Tim Riley     | Iowa                  |
| 8.  | Mark Galyan   | Indiana               |

#### 134 lb
| Lp. | Zawodnik         | Szkoła         |
| --- | ---------------- | -------------- |
| 1.  | Jim Gibbons      | Iowa State     |
| 2.  | Darryl Burley    | Lehigh         |
| 3.  | Ricky Dellagatta | Kentucky       |
| 4.  | Dalen Wasmund    | Minnesota      |
| 5.  | Eddie Baza       | San Jose State |
| 6.  | Clar Anderson    | Auburn         |
| 7.  | Randy Lewis      | Iowa           |
| 8.  | –                | –              |

#### 142 lb
| Lp. | Zawodnik      | Szkoła           |
| --- | ------------- | ---------------- |
| 1.  | Andre Metzger | Oklahoma         |
| 2.  | Lenny Zalesky | Iowa             |
| 3.  | Dave Brown    | Iowa State       |
| 4.  | Shawn White   | Michigan State   |
| 5.  | Ken Gallagher | Northern Iowa    |
| 6.  | Bernie Fritz  | Penn State       |
| 7.  | Gene Nighman  | Cornell          |
| 8.  | Al Freeman    | Nebraska–Lincoln |

#### 150 lb
| Lp. | Zawodnik        | Szkoła           |
| --- | --------------- | ---------------- |
| 1.  | Nate Carr       | Iowa State       |
| 2.  | Scott Trizzino  | Iowa             |
| 3.  | Roger Frizzell  | Oklahoma         |
| 4.  | Fred Boss       | Central Michigan |
| 5.  | Jackson Kistler | Arizona State    |
| 6.  | Brad Swartz     | Oregon State     |
| 7.  | Roger Randall   | Old Dominion     |
| 8.  | Charlie Lucas   | Portland State   |

#### 158 lb
| Lp. | Zawodnik      | Szkoła                |
| --- | ------------- | --------------------- |
| 1.  | Ricky Stewart | Oklahoma State        |
| 2.  | Dave Schultz  | Oklahoma              |
| 3.  | Perry Shea    | Cal State Bakersfield |
| 4.  | Dion Cobb     | Northern Iowa         |
| 5.  | Jim Zalesky   | Iowa                  |
| 6.  | Kevin Benson  | Portland State        |
| 7.  | Jim Reilly    | Lehigh                |
| 8.  | Jan Michaels  | North Carolina        |

#### 167 lb
| Lp. | Zawodnik        | Szkoła               |
| --- | --------------- | -------------------- |
| 1.  | Mark Schultz    | Oklahoma             |
| 2.  | Mike DeAnna     | Iowa                 |
| 3.  | John Hanrahan   | Penn State           |
| 4.  | Perry Hummel    | Iowa State           |
| 5.  | Jamie Milkovich | Auburn               |
| 6.  | Steve Reedy     | Kent State           |
| 7.  | Mike Sheets     | Oklahoma State       |
| 8.  | Matt Reiss      | North Carolina State |

#### 177 lb
| Lp. | Zawodnik       | Szkoła         |
| --- | -------------- | -------------- |
| 1.  | Ed Banach      | Iowa           |
| 2.  | Charlie Heller | Clarion        |
| 3.  | Colin Kilrain  | Lehigh         |
| 4.  | Marty Ryan     | Oregon State   |
| 5.  | Dave Young     | Missouri       |
| 6.  | Jim Hall       | Oklahoma       |
| 7.  | Eli Blazeff    | Auburn         |
| 8.  | Dave Brouhard  | San Jose State |

#### 190 lb
| Lp. | Zawodnik       | Szkoła              |
| --- | -------------- | ------------------- |
| 1.  | Tom Martucci   | TCNJ                |
| 2.  | Tony Mantella  | Temple              |
| 3.  | Geno Savegnago | Eastern Illinois    |
| 4.  | Ryan Kelly     | Oregon              |
| 5.  | Craig Blackman | Franklin & Marshall |
| 6.  | John Forshee   | Iowa State          |
| 7.  | Henry Milligan | Princeton           |
| 8.  | Pat McKay      | Michigan            |

#### UNL
| Lp. | Zawodnik          | Szkoła            |
| --- | ----------------- | ----------------- |
| 1.  | Lou Banach        | Iowa              |
| 2.  | Bruce Baumgartner | Indiana State     |
| 3.  | Steve Williams    | Oklahoma          |
| 4.  | Dan Severn        | Arizona State     |
| 5.  | Ray Wagner        | Kent State        |
| 6.  | Steve Sefter      | Penn State        |
| 7.  | Mike Evans        | Louisiana State   |
| 8.  | Mike Howe         | Northern Michigan |